# Tunnels (groupe)
Formé en 1992, Tunnels est un groupe américain de jazz fusion fondé par le vibraphoniste et percussionniste suisse Marc Wagnon et le bassiste fretless Percy Jones (anciennement du groupe Brand X avec Phil Collins, tout comme John Goodsall). La formation d'origine est le quatuor Wagnon, Jones ainsi que Frank Katz à la batterie et Van Manakas, multi-instrumentiste et compositeur.
La musique du groupe se définit comme ceci : jazz fusion, rock progressif, electro et rock instrumental. Les influences sont très nombreuses, mais le groupe peut facilement être relié au jazz fusion de certains artistes des années 1970 (Tony Williams Lifetime, Mahavishnu Orchestra (Phil Collins), Miles Davis...).
Actuellement, les membres de base de Tunnels sont Wagnon, Jones et le batteur Frank Katz. Au cours de sa carrière, plusieurs changements de musiciens ont été apportés au groupe. C'est pourquoi la formation est listée entre parenthèses après chaque album de la discographie ci-dessous.
Marc Wagnon et la chanteuse Sarah Pillow sont les créateurs de la société d'édition Buckyball Music.

## Discographie
- 1993 Percy Jones With Tunnels [Zone] (Wagnon, Jones, Katz et Manakas)
- 1999 Painted Rock [Buckyball] (Wagnon, Jones, Katz, Manakas et Sarah Pillow)
- 1999 Tunnels With Percy Jones [Buckyball] (Wagnon, Jones, Katz et Manakas)
- 2002 Progressivity [Buckyball] (Wagnon, Jones, Katz, Manakas, John Goodsall (guitare) (Brand X) et Mark Feldman (violon))
- 2004 Live: The Art of Living Dangerously [Buckyball] (Wagnon, Jones, Katz, Goodsall)
- 2006 Natural Selection [Buckyball] (Wagnon, Jones, John O'Reilly (batterie))

## Hyperliens
- Site officiel
- BuckyBall Music